# Raboteză

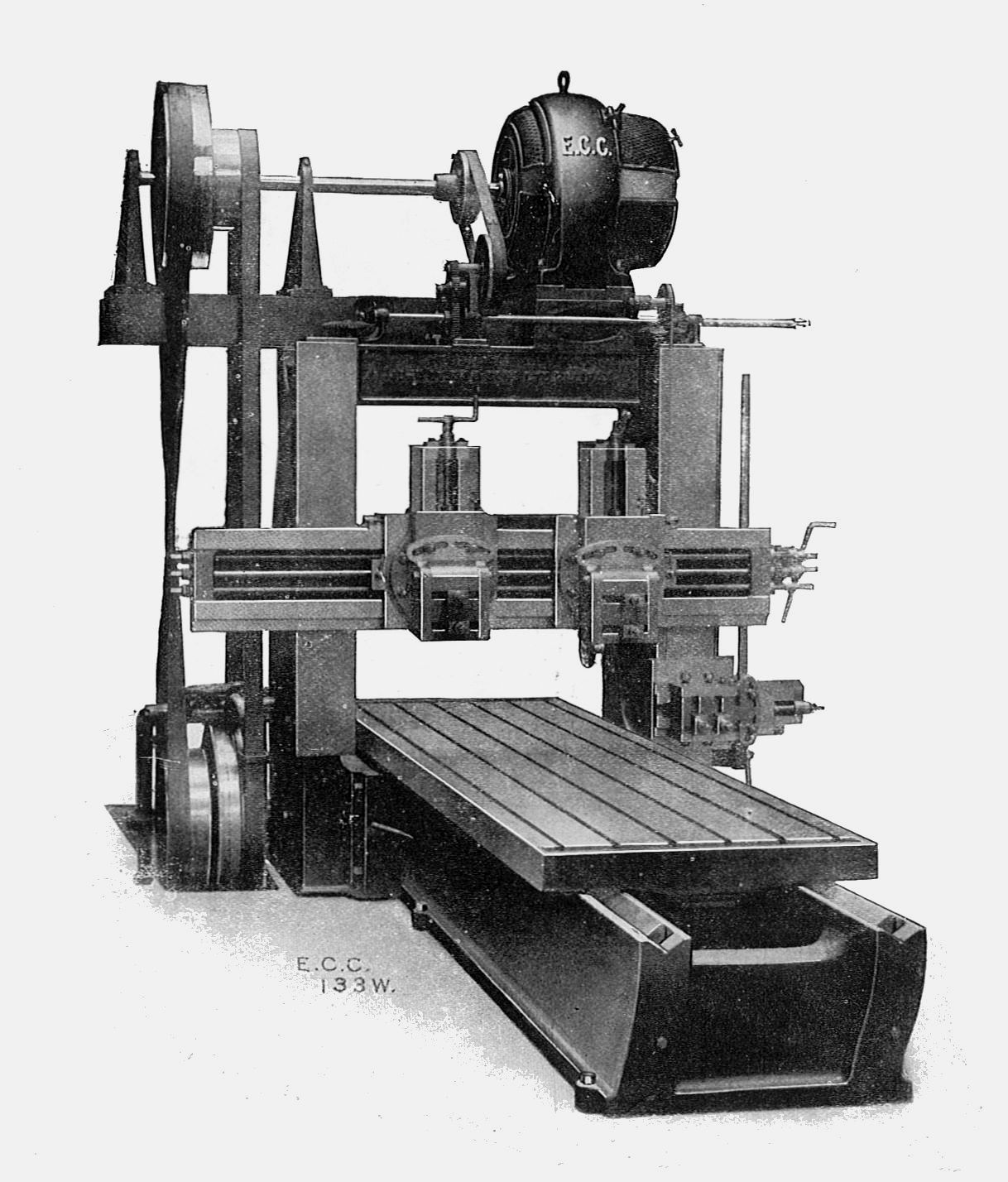
Raboteză cu motor electric

Raboteza sau mașina de rabotat este o mașină-unealtă utilizată pentru prelucrarea prin așchiere a suprafețelor plane de dimensiuni relativ mari.
Este constituită dintr-un batiu (corpul mașinii), pe care se deplasează în mișcare rectilinie-alternativă, masa port-piesă.
Cuțitul (scula) cu care se execută așchierea este montat pe o sanie deplasabilă pe o traversă fixată, la rândul acesteia, pe unul sau doi montanți (suporți).
Unele raboteze sunt prevăzute cu două sau mai multe sănii port-cuțit.
Pe raboteză se prelucrează suprafețe plane și uneori profilate la piese lungi și înguste, cum sunt ghidajele batiurilor și meselor de la mașinile-unelte, lonjeroane, plăci, table, carcase, blocuri motoare etc. Abaterea de la planitate a suprafeței prelucrate prin rabotare este de ordinul a 0,01 mm pe o lungime de 1 m și până la 0,02 mm pe o lungime de 3 m. Astfel, rabotarea se poate aplica și ca operație de finisare.

## Prelucrarea pe mașini de rabotat
Pe mașini de rabotat  se pot prelucra suprafețe plane orizontale, verticale sau înclinate, suprafețe în trepte, canale de pană etc., la piese cu dimensiuni mari. Mișcarea principală de așchiere este rectilinie-alternativă și este executată de masa port-piesă  mobilă. Masa mașinii este antrenată în mișcare rectilinie-alternativă printr-un sistem mecanic, cu pinion-cremalieră, sau printr-un sistem de acționare hidraulică. Așchierea se face numai într-un singur sens de mișcare (cursa  activă), iar revenirea piesei în poziția inițială se face în gol (cursa pasivă). Cuțitul de rabotat este în contact continuu cu piesa în timpul cursei active și se ridică de pe piesă în timpul cursei pasive, pentru a proteja tăișul și calitatea suprafeței prelucrate. Ridicarea cuțitului de pe piesă se face automat, prin rabaterea clapetei pe care este fixată scula. La sfârșitul cursei de întoarcere, când scula părăsește piesa, are loc mișcarea secundară de avans, executată de către sania port-cuțit. Direcția mișcării secundare de avans poate fi paralelă, perpendiculară sau oblică în raport cu suprafața mesei port-piesă. La unele mașini de rabotat, destinate suprafețelor cu lungimi foarte mari, piesa este fixă, iar scula execută atât mișcarea principală cât și mișcările secundare de avans.
Piesele de prelucrat, în general cu dimensiuni mari, se așază și se fixează direct pe masa mașinii, cu ajutorul unor bride. La prindere, trebuie să se observe ca piesa să nu se deformeze sub acțiunea forțelor de fixare. Suprafețele cu înclinație mică și lățime mare se pot prelucra pe mașina de rabotat, folosind o riglă înclinabilă, montată pe traversa mobilă. Sania  port-cuțit verticală se solidarizează cu rigla prin intermediul unei role, astfel ca, atunci când se imprimă saniei avansul intermitent orizontal, cuțitul se deplasează pe verticală, corespunzător înclinației riglei.

## Tipuri de mașini de rabotat
Tipurile de bază ale mașinilor de rabotat sunt următoarele:
- mașini de rabotat cu masă mobilă, cu două coloane;
- mașini de rabotat cu masă mobilă, cu o singură coloană;
- mașini de rabotat cu masă fixă;
- mașini de rabotat muchiile tablelor.

Mașini de rabotat cu masă mobilă, cu două coloane. Masa mobilă pe care este fixată piesa de prelucrat execută mișcarea principală rectilinie-alternativă, fiind ghidată pe batiu, care are lungimea aproximativ de două ori mai mare decât masa, asigurând ghidarea acesteia pe întreaga lungime. Cele două coloane sunt prevăzute cu ghidaje verticale pe care se deplasează în sens vertical suporturile laterale.
Mașini de rabotat cu masă mobilă, cu o coloană. Mașina de rabotat cu o coloană este destinată prelucrării pieselor cu lățime mai mare decât distanța dintre coloanele mașinii cu două coloane. Traversa mobilă, cu posibilitatea de deplasare verticală, este în consolă, ca urmare a suprimării unei coloane. Mașina este prevăzută cu trei suporturi de rabotare, dintre care două sunt pe traversa mobilă și unul pe coloană.
Mașini de rabotat cu masă fixă. Se caracterizează prin aceea că portalul (cadrul), format din cele două coloane și traversa de legătură, se deplasează în lungul ghidajelor batiului. Prin urmare, scula execută atât mișcarea principală de așchiere cât și mișcările de avans, iar piesa este imobilă.
Mașina de rabotat muchiile tablelor. Rabotarea muchiilor tablelor, în vederea pregătirii lor pentru asamblările nituite și sudate, se face pe o mașină de rabotat specială, la care cuțitul execută atât mișcarea principală de așchiere, cât și mișcările secundare de avans.

## Utilizarea mașinilor de rabotat
Mașinile de rabotat, ca și șepingurile, sunt în prezent pe cale de a se învechi, deoarece au fost eclipsate de alte mașini-unelte, cum sunt mașinile de frezat sau mașinile de rectificat plan. Totuși, rabotezele sunt încă folosite în ateliere mai mici, însă cu producție mai mare, pentru mentenanța și repararea matrițelor/ștanțelor cu dimensiuni mari, precum și a matrițelor de injecție a maselor plastice.